# Manuel Gamboa
Manuel Antonio Gamboa (ur. 5 lutego 1999 w mieście Panama) – panamski piłkarz występujący na pozycji środkowego obrońcy, reprezentant Panamy, od 2025 roku zawodnik UMECIT.